# Hardham
Hardham är en by i civil parish Coldwaltham, i distriktet Horsham, i grevskapet West Sussex i England. Byn är belägen 18 km från Horsham. Hardham var en civil parish fram till 1933 när blev den en del av Coldwaltham. Civil parish hade 107 invånare år 1931. Byn nämndes i Domedagsboken (Domesday Book) år 1086, och kallades då Heriedeham.